# CLB IIf
Die Dampflokomotivreihe CLB IIf war eine Schnellzug-Schlepptenderlokomotivreihe der Galizischen Carl Ludwig-Bahn (CLB).
Die von der CLB beschafften acht Stück Schnellzuglokomotiven der Bauart 1B wurden von Hartmann in Chemnitz 1884 geliefert.
Sie wurden als CLB IIf eingeordnet und bekamen nach der Verstaatlichung 1892 bei den k.k. österreichischen Staatsbahnen (kkStB) die Bezeichnung 17.01–08.
Nach dem Ersten Weltkrieg kamen die verbliebenen Maschinen (sechs Stück) zur ČSD, die fünf von ihnen die Reihenbezeichnung 244.0 gab und sie bis 1932 ausmusterte.